# Laodamie fille de Bellérophon
Pour les articles homonymes, voir Laodamie.
Dans la mythologie grecque, Laodamie (en grec ancien Λαοδάμεια / Laodámeia) est la fille de Bellérophon. Aimée de Zeus, elle est dans la tradition homérique la mère de Sarpédon.
Elle est tuée par Artémis à cause de son orgueil.

## Famille
Laomédie est la fille du héros Bellérophon et de son épouse, la princesse Philonoé, fille du roi Iobatès de Lycie, ainsi que la sœur d'Hippoloque, Isandros.
Aimée de Zeus, le roi des dieux, elle lui donne selon Homère un fils, le héros Sarpédon, tandis qu'avec un mortel elle eut deux autres fils, Claro et Temon. Dictys de Crète ne nomme pas Zeus, mais Xanthos comme le père de son fils.

## Mythe
À cause de son orgueil, elle fut tuée par Artémis qui lui tira dessus alors qu'elle était en train de tisser,.
Chez Diodore, elle est appelée Deidameia, 

## Sources
1. ↑  Homère, Iliade [détail des éditions] [lire en ligne]
2. ↑  Iliade, VI, 197-199.
3. ↑  Dictys de Crète, 2.11
4. ↑  Homère, Iliade, 6.197-205.
5. ↑  Oxford Classical Mythology Online, « Capítulo 25: Myths of Local Heroes and Heroines » [archive du 15 de julio de 2011], Classical Mythology, 7ª ed., Oxford University Press USA (consulté le 28 janvier 2024)
6. ↑  Diodore, 5.79

- Pseudo-Apollodore, Bibliothèque [détail des éditions] [lire en ligne] (III, 1, 1).
- Homère, Iliade [détail des éditions] [lire en ligne] (VI, 205).
- Nonnos de Panopolis, Dionysiaques [détail des éditions] [lire en ligne] (VII, 127).